# Polygala racemosa
Polygala racemosa là một loài thực vật có hoa trong họ Polygalaceae. Loài này được Blake miêu tả khoa học đầu tiên.